# Eva Nasarre
Eva Nasarre Vendrell (Lérida, 20 de agosto de 1960) es una presentadora de televisión y deportista española.

## Biografía
Eva Nasarre nació en Lérida y antes de su debut televisivo residía en Barcelona, donde ella y su primer marido regentaban un gimnasio.
En 1983 Televisión Española (TVE) había ideado un programa de aeróbic para la Segunda Cadena, Puesta a punto, a imagen y semejanza de los espacios de Jane Fonda en la televisión estadounidense. En un principio, la atleta Sagrario Aguado (campeona de España de salto de altura) iba a ser la presentadora y Eva se limitaría a acompañarla en los ejercicios. Sin embargo, una lesión de última hora propició que Nasarre la sustituyera como solución de emergencia.
El primer programa de Puesta a punto se estrenó el 3 de octubre de 1983. Nasarre ejercía de monitora de aeróbic y animaba a los telespectadores a seguir los ejercicios practicados junto a un grupo de gimnastas. A pesar de su falta de experiencia ante las cámaras, Nasarre destacó por su naturalidad y se convirtió en uno de los rostros más populares de TVE, coincidiendo con la renovación en la televisión pública emprendida por José María Calviño. En un solo año, Puesta a punto se convirtió en el segundo programa de producción propia con más audiencia de la Segunda Cadena, por detrás de La clave. En 1985, el programa de Eva Nasarre fue desplazado al bloque matinal de la Primera Cadena, dentro del contenedor Buenos Días que supuso el inicio de la programación matinal en TVE. Dicho espacio pasó a llamarse En marcha, y en 1986 fue eliminado de la programación. 
Tras el final de los bloques de aeróbic, la deportista contrajo matrimonio con Chema Álvarez, de quien se divorció en 1998. Durante más de una década estableció su residencia en Caldas de Montbui, donde ejercía como trabajadora social, y se mantuvo retirada de la vida pública. En 1999 le fue diagnosticada artritis reumatoide grave, una enfermedad degenerativa que le ha provocado una incapacidad laboral permanente al dejarla en silla de ruedas. Además su estado de salud se agravó por diversos enfrentamientos con su segundo exmarido, al que llegó a denunciar por presunto acoso psicológico. En 2016 el Tribunal Supremo obligó a la revista Lecturas a indemnizar a Eva Nasarre con 200.000 euros por un reportaje fotográfico sobre su salud.
Eva Nasarre se ha convertido en una portavoz por los derechos de las personas dependientes, dentro de la «Plataforma en defensa de la Ley de Dependencia en Castilla-La Mancha», y ha abogado por el mantenimiento de las ayudas sociales.